# Guido Grimod
Guido Grimod (pron. fr. AFI: [ɡʁimo]), oppure Guy Grimod, (Aosta, 13 febbraio 1951) è un politico italiano, sindaco di Aosta dal 2000 al 2010.